# Arthur Scott King
Arthur Scott King (* 18. Januar 1876 in Jerseyville; † 17. April 1957 in Pasadena, Kalifornien) war ein US-amerikanischer Physiker und Astrophysiker. 

## Leben und Werk
Er wurde als Sohn von Robert und Miriam Munson Andrew King geboren und besuchte die University of California, Berkeley. 1903 wurde ihm der Titel Ph.D. verliehen. Danach war er zwei Jahre in Deutschland, studierte in Bonn und Berlin und reiste durch Europa. Im Jahr 1905 kehrte er in die USA zurück und wurde Lehrer. Im folgenden Jahr heiratete King Louise Burnett und hatte mit ihr zwei Söhne. 
Er konzentrierte sich noch lange auf die Spektren der Elemente und Moleküle, mit besonderem Fokus auf die Metalle der Seltenen Erden. Zwischen 1901 und seiner Pensionierung veröffentlichte er weit über 200 Arbeiten in wissenschaftlichen Zeitschriften und wurde Präsident der American Meteoritical Society. 1941 wurde er in die National Academy of Sciences gewählt.
Nach ihm ist der Mondkrater King benannt.